# Liam Fraser
Liam Scott Fraser (Toronto, 13 febbraio 1998) è un calciatore canadese, centrocampista del Reading e della nazionale canadese.

## Caratteristiche tecniche
È un mediano.

## Carriera

### Club
È cresciuto nelle giovanili del Toronto FC.

### Nazionale
Con la nazionale Under-20 canadese ha preso parte al campionato nordamericano di calcio Under-20 2017 disputando 3 incontri.
Ha partecipato alla CONCACAF Gold Cup 2021.

## Statistiche

### Cronologia presenze e reti in nazionale
| Cronologia completa delle presenze e delle reti in nazionale ― Canada | Cronologia completa delle presenze e delle reti in nazionale ― Canada | Cronologia completa delle presenze e delle reti in nazionale ― Canada | Cronologia completa delle presenze e delle reti in nazionale ― Canada | Cronologia completa delle presenze e delle reti in nazionale ― Canada | Cronologia completa delle presenze e delle reti in nazionale ― Canada | Cronologia completa delle presenze e delle reti in nazionale ― Canada | Cronologia completa delle presenze e delle reti in nazionale ― Canada |
| Data                                                                  | Città                                                                 | In casa                                                               | Risultato                                                             | Ospiti                                                                | Competizione                                                          | Reti                                                                  | Note                                                                  |
| --------------------------------------------------------------------- | --------------------------------------------------------------------- | --------------------------------------------------------------------- | --------------------------------------------------------------------- | --------------------------------------------------------------------- | --------------------------------------------------------------------- | --------------------------------------------------------------------- | --------------------------------------------------------------------- |
| 16-10-2019                                                            | Toronto FC                                                            | Canada                                                                | 2 – 0                                                                 | Stati Uniti                                                           | CONCACAF Nations League 2019-2020 - 2º turno                          | -                                                                     | 24’ 81’                                                               |
| 8-1-2020                                                              | Irvine                                                                | Canada                                                                | 4 – 1                                                                 | Barbados                                                              | Amichevole                                                            | -                                                                     | 75’                                                                   |
| 11-1-2020                                                             | Irvine                                                                | Barbados                                                              | 1 – 4                                                                 | Canada                                                                | Amichevole                                                            | -                                                                     | 81’                                                                   |
| 15-1-2020                                                             | Irvine                                                                | Canada                                                                | 0 – 1                                                                 | Canada                                                                | Amichevole                                                            | -                                                                     |                                                                       |
| 5-6-2021                                                              | Bradenton                                                             | Aruba                                                                 | 0 – 7                                                                 | Canada                                                                | Qual. Mondiali 2022                                                   | -                                                                     |                                                                       |
| 11-7-2021                                                             | Kansas City                                                           | Canada                                                                | 4 – 1                                                                 | Martinica                                                             | Gold Cup 2021 - 1º turno                                              | -                                                                     | 74’ 79’                                                               |
| 18-7-2021                                                             | Kansas City                                                           | Stati Uniti                                                           | 1 – 0                                                                 | Canada                                                                | Gold Cup 2021 - 1º turno                                              | -                                                                     |                                                                       |
| 24-7-2021                                                             | Arlington                                                             | Costa Rica                                                            | 0 – 2                                                                 | Canada                                                                | Gold Cup 2021 - Quarti di finale                                      | -                                                                     | 76’                                                                   |
| 29-7-2021                                                             | Houston                                                               | Messico                                                               | 2 – 1                                                                 | Canada                                                                | Gold Cup 2021 - Semifinale                                            | -                                                                     | 46’                                                                   |
| 7-10-2021                                                             | Città del Messico                                                     | Messico                                                               | 1 – 1                                                                 | Canada                                                                | Qual. Mondiali 2022                                                   | -                                                                     | 86’                                                                   |
| 10-10-2021                                                            | Kingston                                                              | Giamaica                                                              | 0 – 0                                                                 | Canada                                                                | Qual. Mondiali 2022                                                   | -                                                                     | 89’                                                                   |
| 27-1-2022                                                             | San Pedro Sula                                                        | Honduras                                                              | 0 – 2                                                                 | Canada                                                                | Qual. Mondiali 2022                                                   | -                                                                     | 38’ 45+1’                                                             |
| 30-1-2022                                                             | Hamilton                                                              | Canada                                                                | 2 – 0                                                                 | Stati Uniti                                                           | Qual. Mondiali 2022                                                   | -                                                                     | 58’                                                                   |
| 27-3-2022                                                             | Toronto                                                               | Canada                                                                | 4 – 0                                                                 | Giamaica                                                              | Qual. Mondiali 2022                                                   | -                                                                     | 70’                                                                   |
| 11-11-2022                                                            | Manama                                                                | Bahrein                                                               | 2 – 2                                                                 | Canada                                                                | Amichevole                                                            | -                                                                     | 59’ 86’                                                               |
| 27-6-2023                                                             | Toronto                                                               | Canada                                                                | 2 – 2                                                                 | Guadalupa                                                             | Gold Cup 2023 - 1º turno                                              | -                                                                     | 64’                                                                   |
| 1-7-2023                                                              | Houston                                                               | Guatemala                                                             | 0 – 0                                                                 | Canada                                                                | Gold Cup 2023 - 1º turno                                              | -                                                                     | 8’ 46’                                                                |
| 4-7-2023                                                              | Toronto                                                               | Canada                                                                | 4 – 2                                                                 | Cuba                                                                  | Gold Cup 2023 - 1º turno                                              | -                                                                     |                                                                       |
| 9-7-2023                                                              | Cincinnati                                                            | Stati Uniti                                                           | 2 – 2 dts (3 – 2 dtr)                                                 | Canada                                                                | Gold Cup 2023 - Quarti di finale                                      | -                                                                     | 60’                                                                   |
| Totale                                                                |                                                                       | Presenze                                                              | 19                                                                    |                                                                       | Reti                                                                  | 0                                                                     |                                                                       |

## Palmarès

### Club

#### Competizioni nazionali
- Canadian Championship: 1

Toronto FC: 2018